# 3653 Klimishin
3653 Klimishin eller 1979 HF5 är en asteroid i huvudbältet som upptäcktes den 25 april 1979 av den rysk-sovjetiske astronomen Nikolaj Tjernych vid Krims astrofysiska observatorium på Krim. Den har fått sitt namn efter den sovjetisk-ukrainske astronomen Ivan Klymysjyn.
Asteroiden har en diameter på ungefär fem kilometer.